# Never Rarely Sometimes Always
Never Rarely Sometimes Always és una pel·lícula dramàtica del Regne Unit i dels Estats Units de 2020 escrita i dirigida per Eliza Hirrman. És protagonitzada per Sidney Flanigan, Talia Ryder, Théodore Pellerin, Ryan Eggold i Sharon Van Etten. Va ser estrenat al Festival de Cinema de Sundance el 24 de gener de 2020. També va ser seleccionada per competir per l'Os d'Or a la secció principal de la competició al 70è Festival Internacional de Cinema de Berlín, on va guanyar el Gran Premi del Jurat de l'Os de Plata.
Als cinemes catalans es va estrenar el 25 de setembre de 2020.

## Sinopsi
Autumn és una adolescent apàtica i callada que treballa com a caixera en un supermercat a la Pennsilvània rural. Amb un embaràs accidental i sense alternatives viables per poder fer un avortament al seu propi estat, amb la seva cosina Skylar reuneixen diners i s'embarquen en un autobús cap a Nova York. Amb l'adreça d'una clínica apuntada en un paper i sense lloc on passar la nit, les dues noies s'endinsen en una ciutat que desconeixen.

## Repartiment
- Sidney Flanigan com a Autumn
- Talia Ryder com a Skylar
- Théodore Pellerin com a Jasper
- Ryan Eggold com a Ted
- Sharon Van Etten com a mare
- Kelly Chapman com a treballadora social
- Kim Rios Lin com a anestesiòleg
- Drew Seltzer com a admistador Rick
- Carolina Espiro com a assessor financer